# The Secret of Monkey Island
The Secret of Monkey Island är ett peka-och-klicka-äventyr av Lucasfilm Games från 1990. Spelet är den första delen i en serie kallad Monkey Island.

## Handling
Handlingen kretsar kring den unge Guybrush Threepwood, en yngling vars enda mål i livet är att bli pirat. Inte olikt upplägget i en typisk bildningsroman är Guybrush nyanländ till Mêlée Island när spelet börjar och vet lika lite om spelets geografi, persongalleri och kutymer som spelaren gör. Av tre lokala pirater får han snart reda på att varje aspirerande pirat måste genomgå tre stycken prov. Inte långt senare introduceras öns guvernör Elaine Marley och även den fruktade spökpiraten LeChuck.

## Versioner
- Amiga: 32 färger, wav-musik.
- Atari ST: 16 färger, midimusik.
- Macintosh 256 färger, wav-musik och samma gränssnitt som i Monkey Island 2
- PC:
  - CGA-version med 4 färger, PC-speaker-musik.
  - EGA-version med 16 färger, midimusik.
  - VGA-version på diskett med 256 färger, midimusik.
  - VGA-version på cd-rom med 256 färger och samma gränssnitt som i Monkey Island 2. Musiken spelades in i förväg på en synth.
- Mega-CD: 32 färger, samma gränssnitt som i Monkey Island 2 och samma musik som i cd-rom-versionen till PC.

### Special Edition
The Secret of Monkey Island: Special Edition, är en remake av The Secret of Monkey Island för PC, Xbox Live Arcade, Ipod Touch och Iphone, utvecklad av LucasArts och släpptes den 15 juli 2009. Remaken tillkännagavs under den första dagen av Electronic Entertainment Expo 2009 tillsammans med det episodiska spelet Tales of Monkey Island.
Specialutgåvan innehåller ny karaktärsdesign och handmålade miljöer i stil med originalet, och kan köras i upplösningen 1080i. Övrigt innehåll är förbättrad och nyinspelad musik, samt att skådespelarna från The Curse of Monkey Island, med Dominic Armato som Guybrush, lånar ut sina röster till spelet genom att läsa de tidigare olästa originalreplikerna.
Skaparna har även lagt till en närbild av Spiffy, hunden från Scumm Bar, som klipptes bort från originalversionen på grund av brist på utrymme, trots att han fanns med på baksidan av fodralet.
Gränssnittet har rationaliserats, vilket gömmer replikrutan och inventariet som tidigare tog upp större delen av den nedre halvan av skärmen. Dessa, inkluderat den nio-alternativa replikrutan från den förbättrade versionen av spelet, kan tas fram som en meny, medan replikerna även kan tas fram genom att gå igenom förprogrammerade kommandon. Ett annat nytt tillägg är det tre-nivå baserade tipssystemet, som (vid från den tredje nivån) via en ljusgul pil visar spelaren vart man ska gå.
Det finns en möjlighet att, när som helst under spelandet, hoppa mellan den nya uppdaterade versionen och den gamla originalversionen.